# ブリストル ベルヴェデア
ブリストル ベルヴェデア
ベルヴェデア XG459。1962年ファーンボローにて
- 用途：輸送ヘリコプター
- 製造者：ブリストル[1]
- 初飛行：1958年7月5日[1]
- 生産数：26機[1]
- 運用開始：1961年
- 退役：1969年[1]

ブリストル ベルヴェデア（Bristol Type 192 Belvedere）は、英国のブリストル社により製造された双発タンデムローターの軍用ヘリコプターである。本機は兵員輸送、補給品の投下、傷病兵の搬送を含む様々な輸送任務を目的に設計された。英国空軍（RAF）により1961年から1969年まで運用された。

## 設計と開発
ベルヴェデアは、1952年1月3日に初飛行した10席（後に16席）の民間ヘリコプターの「ブリストル 173型」を基にしている。173プロジェクトは1956年にキャンセルされブリストル社は英国海軍向けとカナダ仕様の191型と193型の開発を進めていた。RAFはこれに興味を示し192ベルヴェデアが造られた。木製のローターと完全マニュアル操縦システムと固定4車輪式キャスター型降着装置を備えた192型の最初の試作機「XG447」が1958年7月5日に初飛行した。5機目の試作機から全金属製の4枚ローターを取り付け、量産型には夜間飛行ができる機器が備えられた。
26機のベルヴェデアが生産され「ベルヴェデア HC Mark 1」として就役した。本機は元来海軍の任務用に設計されたが、後に完全装備の18名の兵員と6,000 lbの合計積載量を運べるように改修された。緊急時に1基のエンジンだけでも飛行できるように2つのローターはシャフトで繋がれ同調していた。

## 運用の歴史
ベルヴェデアの試作初号機はオディハム空軍基地のベルヴェデア評価部隊（この部隊は1961年に第66飛行隊に再編される）に引き渡された。初期にはエンジンスターターに問題が発生したが運用配備は続けられた。試作機はヨーロッパ、アフリカ、南アラビア、ボルネオで任務についた。「XG447」は1966年8月7日にボスコムダウンで解体された。
第66飛行隊と同様にベルヴェデアは1961年に第72飛行隊に1962年に第26飛行隊に配備された（全てオディハム空軍基地）。第26飛行隊は後にアデンのコルマクサール空軍基地に移され、1965年11月に解隊された。機材は軍艦アルビオンに搭載されてシンガポールに送られ、第66飛行隊に引き渡された。同隊は1969年に解隊された。第72飛行隊は1964年8月に機材がウェストランド ウェセックスに更新されるまでベルヴェデアを使用し続けた。

## 派生型

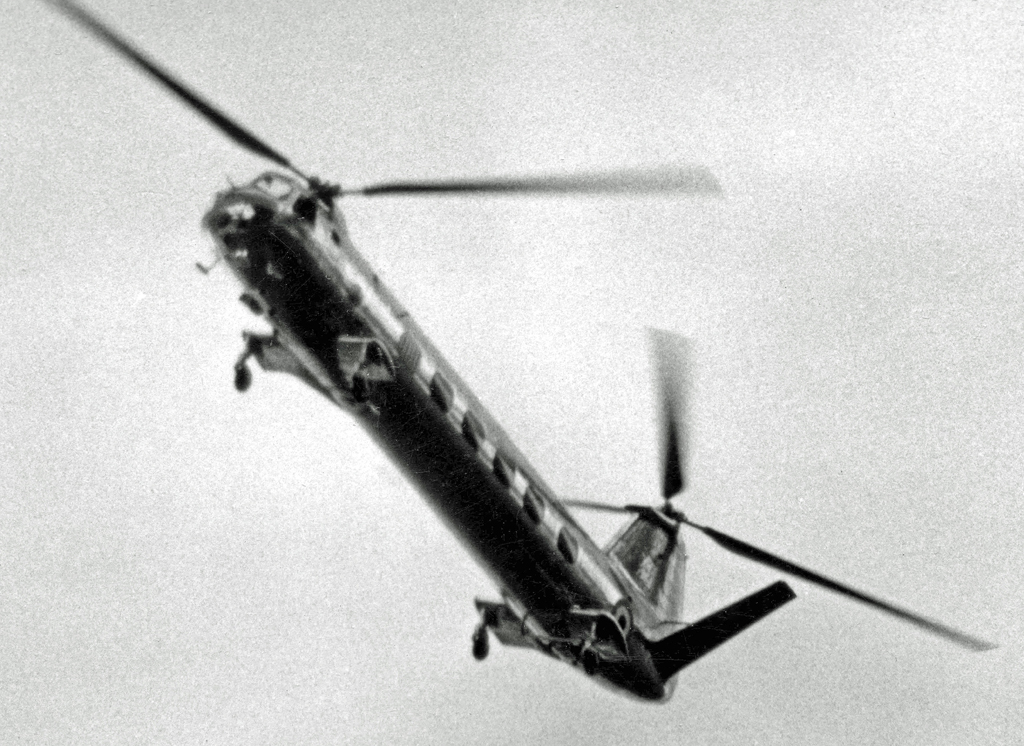
Type 173

Type 173 Mk 1試作初号機
Type 173 Mk 2試作2号機
Type 173 Mk 3試作3号機
Type 191計画された海軍用モデル。製造されず。
Type 192英国空軍向け軍用輸送ヘリコプター「ベルヴェデア HC Mark 1」

## 運用

### 民間
イギリス
- ブリティッシュ・ヨーロピアン航空 - (Bristol Type 173)

### 軍用
イギリス
- 英国空軍
  - 第26飛行隊
  - 第66飛行隊
  - 第72飛行隊

## 現存機

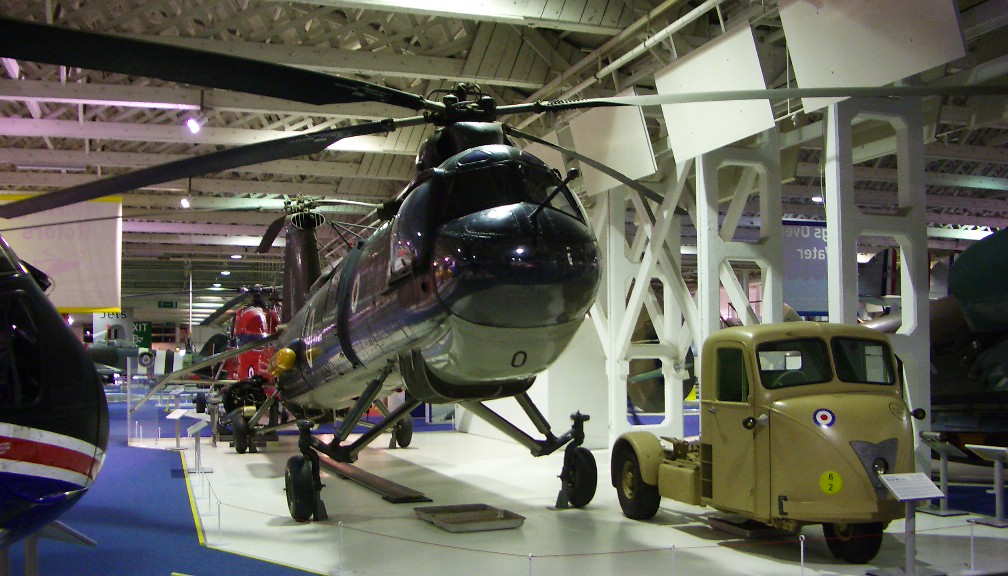
英国空軍博物館のベルヴェデア、ヘンドン

下記の保管されているブリストル ベルヴェデアは展示されているか、又は現在修復中。

### Type 173
XF785：ブリストル航空コレクション、ケンブル（Kemble）に展示

### ベルヴェデア HC.1
- XG452：ヘリコプター博物館、ウェストン・スーパー・メア(Weston-Super-Mare)で修復中。
- XG454：マンチェスター科学産業博物館に展示。
- XG474：英国空軍博物館、ヘンドン（Hendon）に展示。
- XG462：（機首部のみ） ヘリコプター博物館、ウェストン・スーパー・メア(Weston-Super-Mare)

## 要目
（ベルヴェデア HC.1）
- 乗員：3名[1]
- 搭載量：30席 又は 完全装備の兵員18名、2,700 kg (6,000 lb)
- 全長：16.56 m (54 ft 4 in)[1]
- 全高：5.18 m (17 ft 0 in)[1]
- 主ローター直径：2 x 14.9 m (48 ft 11 in)
- 空虚重量：5,028 kg (11,085 lb)
- 全備重量：
- 最大離陸重量：8,600 kg (19,000 lb)
- エンジン：2 × ネイピア ガゼル ターボシャフト エンジン、1,092 kW (1,465 shp)
- 最高速度：222 km/h (138 mph, 119 knot)
- 航続距離：720 km (460 miles, 400 nm)
- 巡航高度：7,000 m (23,000 ft)